# 壁艺贴
壁贴（Wall sticker），是发源于法国的一种新兴装饰材料。琳琅满目的个性艺术品味图案，经印刷和机器冲压后，可以将图案自由拼搭于墙面和各种平滑表面。壁艺贴以其出色的装饰效果及便捷的装修方法，迅速走红于家庭装潢市场。

## 起源
20世纪末，壁艺贴在西方国家已成为一种重要的装修方式，只要主人自己动手（D.I.Y.）即可达到专业装修效果。壁艺贴的使用，逐渐成为西方设计师经典装修作品的重要特征。这种新型产品可以用在任何清洁、平滑、坚硬的墙面或其他家居用品表面，装饰后不仅展示了主人的品味情趣，更是一种生活方式的鲜明表达。而各式各样的设计作品，可以让家居区，办公区，儿童卧房，儿童娱乐室等家居空间得到彻底改观，将更多的色彩和风格加入其中。在欧美国家，越来越多的人将其用在酒吧，饭店，宾馆，办公室以及各种商业店面装饰，成为传统墙纸及镂空壁艺有力竞争者。
国外知名品牌的壁艺贴材料均使用环保材料，耐热纸、PET、PC、或欧洲软性PVC等。艺术图案经印刷后，使用机器冲压分离，即成为我们在商场中所购买的壁艺贴。

## 设计风格
按照设计风格，壁艺贴分为三类：第一种为主题性壁貼，可根据产品附带的示意图，拼凑成设计师推荐效果，即壁艺贴厂商产品目录中的效果图，一般只有唯一的排列方式；第二种为素材性壁貼，主要靠施工人员发挥创意搭配出抽象意境，虽然厂商产品目录中也有推荐效果，但千变万化的可能性排列，让这种壁艺贴成为西方人最喜欢的一种类型，即D.I.Y.壁艺贴；第三種為功能性壁貼:結合生活中的壁面用品，並搭配圖騰裝飾，改變原本用品的既定形狀與樣式。

## 材料
- 特种耐热纸：在特殊耐热的纸上直接印花压纹的壁艺贴。特点：亚光、环保、自然、舒适、亲切。因为非透明的特征对壁艺贴的设计限制，加上防水性能稍差，而逐步被透明胶面材料替代。
- 纸底胶面壁艺贴：底纸为白硅纸，表面为PET、PC等透明材质的壁艺贴，是使用越来越广泛的材料。传统品牌有法国的DOMESTIC、WALL PAL、PLAGE、WALL DESIGN以及与美国布鲁斯特合作的德国D-C-FIX等。
- 印刷，滴胶：在PET纸等表面印刷各种颜色图案，待颜料干后相应位置有序滴Epoxy glue 或者PU glue, 胶水干燥后形成3d 效果，具有防水防油的特点，这种墙壁马赛克艺术纸可用于厨房卫生间墙面装饰

其特点為亚光、环保、色彩鲜明、图案丰富、耐脏、耐擦洗。

## 胶黏剂
可转移胶黏剂：壁艺贴贴于玻璃、瓷砖、木质或金属表面后，再次剥离时，没有胶水残留或者胶水未出现破损现象，而贴纸能进行再次有效粘贴。一般反复粘贴5次以上后粘性开始减弱。2009年11月，据巴黎BATIMAT展会新闻报道，法国的WALL PAL开发出可以大量反复粘贴的壁艺贴材料。